# Microconsola

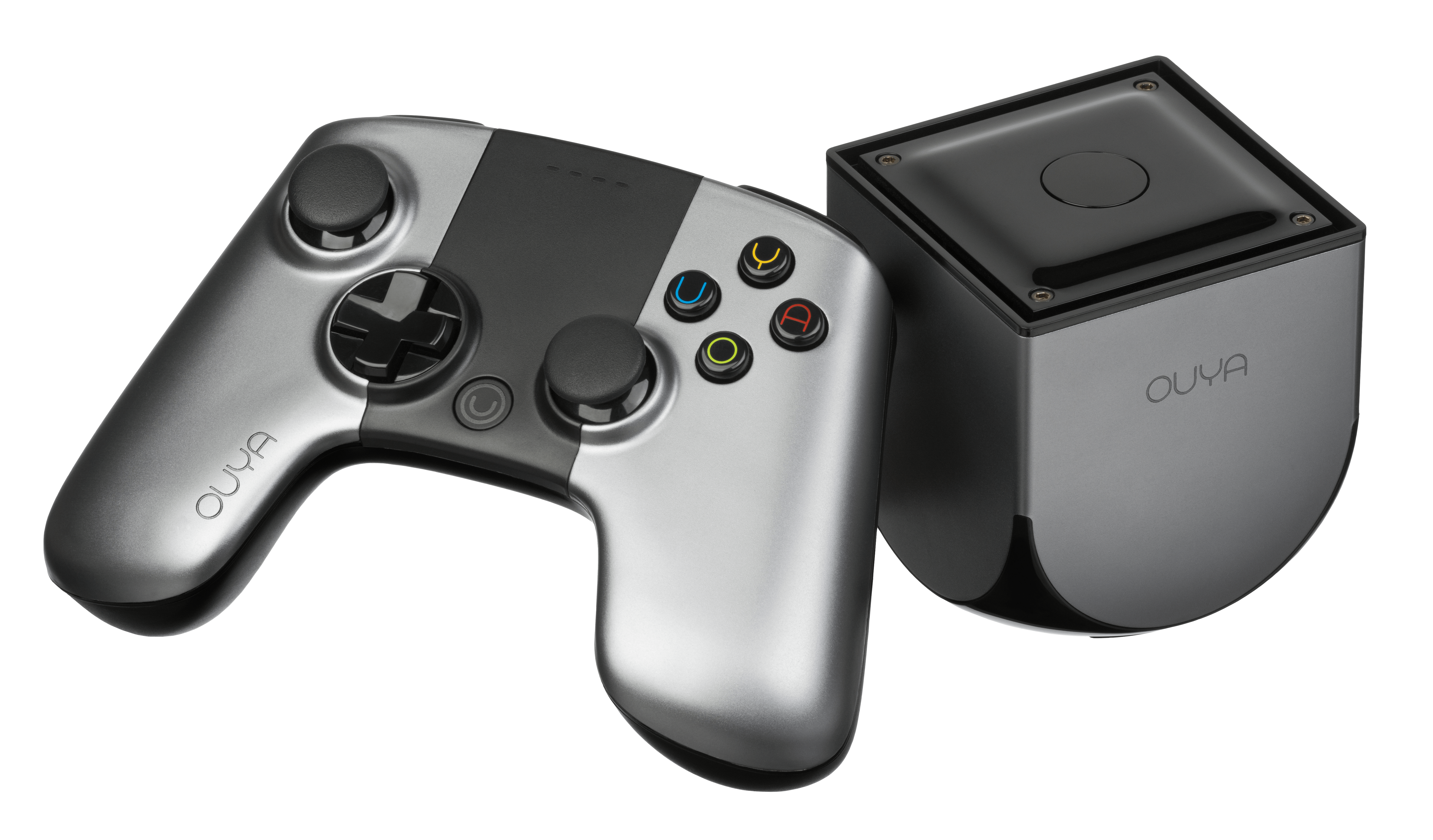
El Ouya es una microconsola económica basada en el sistema operativo del Android.

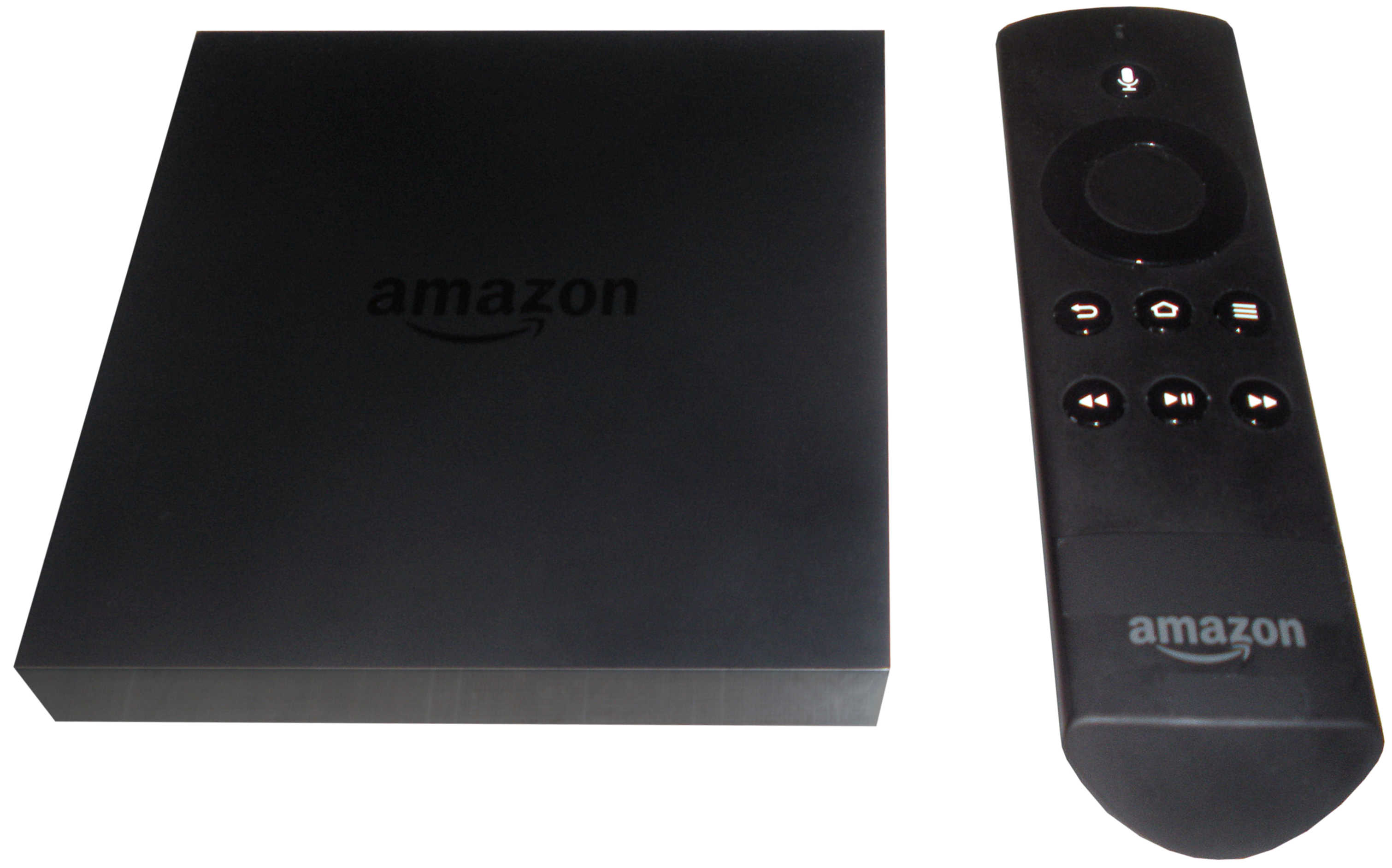
Amazon Fire TV

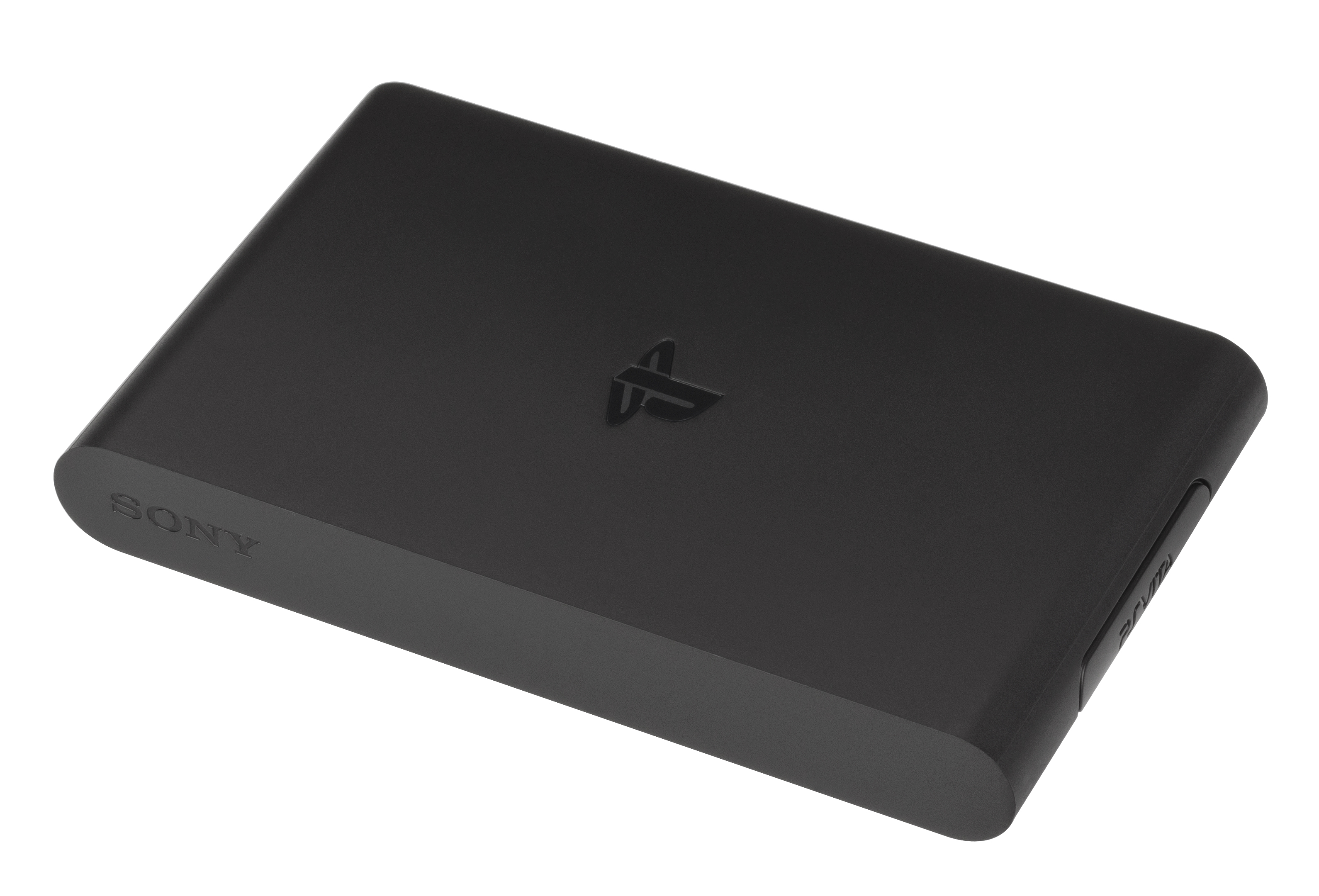
PlayStation TV

Una microconsola es un tipo de videoconsola de videojuegos. Muchos de los dispositivos para los que el término se ha utilizado, ha sido para describir a los basados en Android, de bajo costo que están diseñados para conectarse a televisores y reproducir videojuegos descargados de una tienda de aplicaciones, como Google Play.

## Orígenes
A finales del año 2010, los videojuegos en la nube de inicio OnLive lanzó el MicroConsole, un adaptador de televisión e inalámbrico controlador que se conecta de la compañía de videojuegos de ordenador en servicio streaming a los televisores. Dean Takahashi, de VentureBeat, describió el dispositivo como una representación de la visión del fundador de la empresa de dar un giro a la industria de los videojuegos como una consola económica que ofrece "juegos de gama alta en hardware de gama baja" que podrían eliminar el ciclo de la actividad regular. actualizaciones de hardware de consumo. El adaptador de TV MicroConsole se produjo con pérdidas económicas. MicroConsole de OnLive convirtió a la compañía en un líder temprano en el campo de la naciente microconsole.
En medio de una "nueva guerra por la televisión" en la industria de la electrónica de consumo, se anunció una consola de videojuegos barata y sencilla basada en Android diseñada para televisiones llamada Ouya para el financiamiento colectivo en julio de 2012. La Ouya fue un éxito de la noche a la mañana y recaudó $ 8.5 millones. Un gran interés en los videojuegos de consola Android de bajo costo siguió al éxito de Ouya, impulsado por el crecimiento de la industria de los videojuegos móviles. La industria comenzó a referirse a las consolas resultantes como consolas alternativas o microconsolas.
Polygon informó que las "consolas" de Android fueron las mejores en el show de enero de 2013 en Consumer Electronics Show, citando dispositivos como el MOGA Pro, el controlador de Green Throttle Games Atlas, Nvidia Shield y las noticias de Valve Steam Machine, un dispositivo que no es Android. consola. Tras el éxito de Ouya, se anunciaron otros competidores similares para videojuegos de Android como competidores directos, incluido el GameStick a principios del año 2013, GamePop en mayo de 2013, y Mad Catz de MOJO en junio del 2013. Daniel Nye Griffiths de Forbes se refirió a las fechas de lanzamiento cercanas de Ouya y GameStick como el primer "showdown" del campo de la microconsola. Los anuncios de GamePop y MOJO a principios del verano se referían a los dispositivos como "microconsolas".
La PlayStation TV (conocida en Asia como PlayStation Vita TV) es una microconsola anunciada en septiembre de 2013 en una presentación de Sony Computer Entertainment Japan. Fue lanzada en Japón el 14 de noviembre de 2013 y en América del Norte el 14 de octubre del año 2014.

## Recepción
Gamasutra alabó al Ouya, GameStick y GamePop dijeron de las "alternativas de consola" que representan "un potencial nuevo del espacio de mercado para los desarrolladores". Tadhg Kelly, que escribe para Edge, llamó al 2013 "el año de la microconsola", citando una menor necesidad de los consumidores de la potencia de la consola tradicional, el bajo precio de la fabricación de la microconsola, una mayor compatibilidad del sistema para un desarrollo de juegos más fácil y más libertad para los desarrolladores desde las consolas sin gigantescos intereses de negocios. Se espera que las promesas de microconsola de una plataforma menos restrictiva capaciten a los desarrolladores de vieojuegos independientes. Kelly se refirió a las microconsoles "deliberadamente pequeñas" como " netbooks"of the console world ", que no pretende competir con las grandes consolas de videojuegos. Otros revisores llamaron a las microconsolas competidoras, aunque no son una amenaza, y se refirieron a un" espacio de consola no tradicional "abarrotado como una desventaja. Kelly agregó que Ouya está muy concentrado en la audiencia de los usuarios pioneros y en sus intereses, y que la "ventaja natural" de Ouya del precio no se ha comunicado de manera efectiva. Edge cuestionó las posibilidades de éxito de la microconsola debido a la competencia dentro y fuera del campo. Nintendo, Sony y las nuevas consolas de Microsoft.
El prelanzamiento de Ouya fue criticado por los primeros revisores. The Verge lo llamó inacabado, y en una revisión posterior, Eurogamer cuestionó por qué los consumidores comprarían una consola que duplicara la funcionalidad de los teléfonos inteligentes que ya tenían.
La industria de los videojuegos vio el receptor de medios digitales en la manzana Apple TV como una competencia potencial de la MicroConsola debido a la experiencia de la compañía en el mercado de videojuegos para móviles.
 Polygon informó en enero de 2013 que Apple TV "continúa estando peligrosamente cerca de cambiar el espacio de los juegos móviles" y especuló que una App Store de Apple TV podría provocar "una avalancha de juegos para la televisión".